# Antract
Antract (din franceză entracte, de la entre — între și acte — act) reprezintă pauza dintre două acte ale unui spectacol teatral sau dintre două părți ale unui concert sau ale unei reprezentații de circ sau estradă. Scopul său este de a oferi timp de odihnă actorilor și spectatorilor și pentru a se schimba decorul scenic, costumele și machiajul actorilor.